# Cyrtoprosopus
Cyrtoprosopus is een geslacht van rechtvleugeligen uit de familie krekels (Gryllidae). De wetenschappelijke naam van dit geslacht is voor het eerst geldig gepubliceerd in 1951 door Lucien Chopard.

## Soorten
Het geslacht Cyrtoprosopus  is monotypisch en omvat slechts de volgende soort:
- Cyrtoprosopus stramineus (Chopard, 1951)